# Молдова на «Евровидении-2011»
Молдова принимает участие в Конкурсе песни Евровидение 7-й раз подряд и выбирала представителя посредством национального отбора O melodie pentru Europa , организованного TRM.
Победителем стала выступавшая под номером 24 группа Zdob şi Zdub. Именно она представила Молдову во втором полуфинале конкурса, который прошёл в Дюссельдорфе 12 мая 2011 года.

## Исполнитель
Zdob şi Zdub — молдавская рок-группа. В 2005 году уже представляла Молдову на Евровидении, заняв 6 место. Этот результат до 2017 года был лучшим, пока группа SunStrokeProject не заняла 3 место на евровидение в Киеве

## Песня
«So Lucky» (с англ. — «Так удачлив») — песня, с которой группа Zdob şi Zdub будет представлять Молдову на конкурсе песни Евровидение 2011 в Германии.

## Национальный отбор
25 декабря 2010 года «Teleradio-Moldova» подтвердила свою заявку на участие в Евровидении 2011.
Заявки принимались как от молдавских, так и от иностранных авторов, однако все исполнители должны быть гражданами Молдовы.
Как и в 2010 году выбор песни будет выбираться в два этапа: во-первых, исполнители и авторы представляют свои заявки в режиме онлайн на сайте «ТRM». Песни должны быть представлены до 16 января 2011 года. Экспертное жюри прослушивает все песни и отбирает до 30 лучших. На втором этапе отбор будет транслироваться в прямом эфире на «ТV Moldova 1» и «TV Moldova International». Победитель национального отбора будет выбран через 50/50 сочетание голосов телезрителей и профессионального жюри.
17 января «TRM» опубликовала 102 представленных песен для участия в национальном отборе.
Из участвующих ранее исполнителей заявки подали также Наталья Барбу и Zdob şi Zdub.
29 января прошел второй этап отбора. На данном этапе участники исполняли свои песни без фонограмм перед жюри. В итоге жюри отобрали 25 композиций, которые выступят в национальном финале 26 февраля.

### Финал
25 финалистов, выбранных жюри, в порядке выступления в национальном финале.
| Номер | Исполнитель                      | Песня                        | Жюри | Зрители | Итого | Место |
| ----- | -------------------------------- | ---------------------------- | ---- | ------- | ----- | ----- |
| 1     | Natan                            | Dacă dragoste mai e          | 0    | 0       | 0     | 12    |
| 2     | Natalia Barbu                    | Let’s Jazz                   | 12   | 7       | 19    | 2     |
| 3     | Ion Krasnopolski                 | Cu fanfara pînă dimineaţa    | 0    | 0       | 0     | 12    |
| 4     | Anişoara Balmuş                  | You and I                    | 0    | 0       | 0     | 12    |
| 5     | Denis Latişev                    | It’s My First Dance with You | 0    | 0       | 0     | 12    |
| 6     | Pasha Parfeny                    | Dorule                       | 8    | 8       | 16    | 3     |
| 7     | Doiniţa Gherman                  | Viaţa                        | 0    | 0       | 0     | 12    |
| 8     | Corina Cuniuc                    | Şi tac                       | 0    | 1       | 1     | 11    |
| 9     | Cristina Scarlat                 | Every day will be your day   | 2    | 0       | 2     | 10    |
| 10    | Diana Staver                     | Love song                    | 0    | 0       | 0     | 12    |
| 11    | Dumitru Socican                  | Ma pierd când o văd          | 0    | 3       | 3     | 9     |
| 12    | Nicoleta Gavriliţa               | Just your friend             | 0    | 0       | 0     | 12    |
| 13    | Adriana Voloşenco                | I can win the game           | 0    | 0       | 0     | 12    |
| 14    | Борис Коваль & Cristina Croitoru | Break it up                  | 6    | 5       | 11    | 5     |
| 15    | Ruslan Taranu                    | Lumina mea                   | 6    | 0       | 6     | 7     |
| 16    | Milenium                         | In memoriam                  | 7    | 6       | 13    | 4     |
| 17    | Odry                             | Doina, dor nemărginit        | 0    | 0       | 0     | 12    |
| 18    | Karizma                          | When Life is Grey            | 1    | 12      | 13    | 4     |
| 19    | Vadim Luchin & Tamaz Djgarcava   | Always                       | 0    | 0       | 0     | 12    |
| 20    | Mariana Mihaila                  | Mi rey                       | 0    | 4       | 4     | 8     |
| 21    | Valeria Tarasova                 | This is my life              | 5    | 2       | 7     | 6     |
| 22    | Aurel Chirtoacă                  | Încă îndrăgostit             | 4    | 0       | 4     | 8     |
| 23    | M-Studio                         | Night Reflection             | 3    | 0       | 3     | 9     |
| 24    | Zdob şi Zdub                     | So lucky                     | 10   | 10      | 20    | 1     |
| 25    | Dana Marchitan                   | Lucky you, lucky me          | 0    | 0       | 0     | 12    |

## Евровидение 2011

### Полуфинал
Молдова выступала 12 мая 2011 года во втором полуфинале под 7 номером. Группа набрала 54 балла и заняла 10 место, в итоге Zdob şi Zdub прошли в финал конкурса.

### Финал
Финал состоялся 14 мая в Дюссельдорфе. Общее число участников финала составило 25 участников.
| 12 баллов                                  | 10 баллов          | 8 баллов                             | 7 баллов                                    | 6 баллов  |
| ------------------------------------------ | ------------------ | ------------------------------------ | ------------------------------------------- | --------- |
| - Румыния                                  |                    | - Ирландия - Италия - Великобритания | - Азербайджан - Беларусь - Россия - Украина |           |
| 5 баллов                                   | 4 балла            | 3 балла                              | 2 балла                                     | 1 балл    |
| - Австрия - Грузия - Португалия - Словакия | - Германия - Литва |                                      |                                             | - Бельгия |